# 大南門駅
大南門駅（だいなんもん-えき）は中華人民共和国山西省太原市迎沢区に位置する太原地下鉄1号線及び2号線の駅。

## 沿革
- 2020年12月26日：2号線の駅として開業[2]。
- 2025年2月22日：1号線の開業により、乗換駅となる[3]。

## 駅周辺
- 南宮広場（中国語版）
- 迎沢公園（中国語版）